# Єлена Ніколаї
Єлєна Ніколаї (24 січня 1905, Церово — 23 жовтня 1993, Мілан) — болгарська оперна співачка, мецо сопрано, яка працювала переважно в Італії .

## Біографія
Єлєна Ніколаї народилася як Стоянка Савова Ніколова 24 січня 1905 року в селі Церово, Панагюрсько. У 1908 році помер її батько, мати поїхала вчитися на медсестру до США, а її та її брата Ніколу виховували їхні бабусі та дідусі в Панагюришті. Закінчила Американський коледж у Самокові . У той час майбутня Єлєна Ніколай твердо вирішила, що вона повинна вчитися співу, і так потрапила на великого вчителя та співака Івана Вулпе, який умовив її подати заяву до консерваторії. У першому конкурсі — співі вона виступила блискуче, але у другому — сольфеджіо та фортепіано, вона провалилася. Отримала двійку, як безнадійно немузична.
Єлєна Ніколаї їздила до Сполучених штатів Америки, де вона працювала, вивчала філософію та італійську мову в Оберліні, штат Огайо. Згодом у неї з'явилась ідея залишити університет і продовжити музичну освіту в Генуї. У 1929 році вона вступила до музичної консерваторії в Мілані, де навчалася співу з Вінченцо Пінторіно. Під час навчання вона зазнає серйозних матеріальних труднощів, професор Пінторіно приймає її жити до свого будинку, а в 1937 році виходить заміж за його онука Андрія Маджіо. Поступово Стоянка стала однією з перших студентів, які закінчили консерваторію з відзнакою.
У 1934 році вона почала використовувати псевдонім Єлєна Ніколаї, а згодом дебютувала у ролі Азуцени в «Трубадурі» Джузеппе Верді в Оперному театрі муніципалітету Сало. Всього за кілька сезонів вона стала однією з найбільш затребуваних співачок меццо-сопрано, за два десятиліття з 1938 року вона була першим мецо-сопрано в міланській опері «Ла Скала». У 1943 році, після початку бомбардування Мілана, Єлєна Ніколай повернулася до Софії, але після закінчення Другої світової війни знову працювала у Ла Скалі.
У 1963 році вона добровільно покинула Ла Скалу і переїхала до Риму, продовживши кар'єру в кіно. Між 1963 і 1968 роками вона зняла сім фільмів, перший фільм, в якому Єлєна Ніколай знялася, був «Il boom» («Бум») за участі у головній ролі Альберто Сорді та режисером Вітторіо Де Сіка .
Вже сьогодні Єлєна Ніколаї вважається однією з найзначніших оперних співачок XX століття.
Померла Єлєна Ніколаї 23 жовтня 1993 року в будинку Верді в Мілані побудованому легендарним композитором для останнього притулку музикантів у поважному віці.

## Репертуар
Протягом сезону 1934 / 1935 років, дебютувала з партією Азучени в «Трубадурі» Джузеппе Верді в невеликому італійському містечку Сало. Такий шанс випав через хворобу найвідомішої на той час меццо-сопрано Педерцині. І Єлєна Ніколаї замість сліпої Лаури співала в «Джоконді» Амілкаре Понкієлі у виставі, де грали відомі зірки Беньяміно Джильї та Джина Чиня. Це відбувалося в Кремоні — місті відомих скрипкових майстрів Страдіварі, Аматі та Гварнері.
Важливою для її кар'єри стала вистава «Кавалер троянди», проведена в Сан-Карло в Неаполі автором Ріхардом Штраусом. На репетиціях відомий композитор мав певні зауваження щодо співачки, але потім був надзвичайно задоволений. Після прем'єри Єлєна Ніколай протягом 22-ти сезонів була бажаним гостем у місті під Везувієм, виступаючи також у «Ла Скала».
Поступово болгарка зарекомендувала себе як найкраща виконавиця «Азуцени», «Амнеріс», «Адальгіза» в Нормі (з Марією Калас у головній ролі), Сантуза в «Сільській честі», «Деліла» в «Самсоні та Даліла» Каміля Сен-Сенса. Вона блискуче співає і Верді, і російських авторів (Марфа у Хованщині), і складний репертуар Вагнера: це перша Брунхільда на італійській сцені після війни.

## Конкурс«Єлєна Ніколаї»
У 2013 році муніципалітет Панагюришті організував та провів перший у Болгарії конкурс на честь оперної співачки — Міжнародний конкурс молодих оперних співаків «Єлєна Ніколай». У ньому взяв участь 41 молодий оперний талант віком до 33 років. Перемогу здобув Беса Лугічі з Косова.
До складу журі першого Міжнародного конкурсу молодих оперних співаків «Єлєна Ніколай» увійшли Христина Ангелакова, Дарина Такова, Калуді Калудов, Григор Палікаров та Бруна Баліоні — почесний член журі.
У 2014 році в Панагюришті також відбувся Міжнародний конкурс молодих оперних співаків «Єлєна Ніколай».